# Dunlap (Tennessee)
Dunlap é uma cidade localizada no estado norte-americano de Tennessee, no Condado de Sequatchie.

## Demografia
Segundo o censo norte-americano de 2000, a sua população era de 4173 habitantes.
Em 2006, foi estimada uma população de 4797, um aumento de 624 (15.0%).

## Geografia
De acordo com o United States Census Bureau tem uma área de
22,3 km², dos quais 22,3 km² cobertos por terra e 0,0 km² cobertos por água.

## Localidades na vizinhança
O diagrama seguinte representa as localidades num raio de 24 km ao redor de Dunlap.